# Como (Colorado)
Pour les articles homonymes, voir Como.
Como est une localité américaine située dans le comté de Park, dans l’État du Colorado, à une altitude de 2 991 m.

## Histoire
La ville a été fondée vers 1860 par des prospecteurs d'or et mineurs venant de la ville de Côme en Italie. Elle sert ensuite de Rotonde pour la ligne du Denver & South Park Railroad en 1879.

## Source
- (en) Cet article est partiellement ou en totalité issu de l’article de Wikipédia en anglais intitulé « Como, Colorado » (voir la liste des auteurs).